# Baiona (Spagna)
Baiona è un comune spagnolo di 11.337 abitanti situato nella provincia di Pontevedra, nella comunità autonoma della Galizia, in Spagna.
È una cittadina turistica con un centro storico medioevale situato presso lo sbocco della Ria di Vigo. La sua popolazione, che normalmente si attesta a poco più di 11.000 abitanti, sale a circa 45.000 in estate, per effetto dell’afflusso turistico. Inoltre, trovandosi sul tratto portoghese del Cammino di Santiago, ogni anno è visitata anche 30.000 escursionisti. Oltre al turismo, le maggiori attività economiche ruotano attorno alla pesca.
Baiona è stata resa famosa anche dal fatto di essere stata il porto in cui Cristoforo Colombo attraccò di ritorno dall’America il 1º marzo del 1493, e, dunque, la prima cittadina del Vecchio Mondo a venire a conoscenza dell’esistenza del Nuovo.

## Monumenti e luoghi di interesse

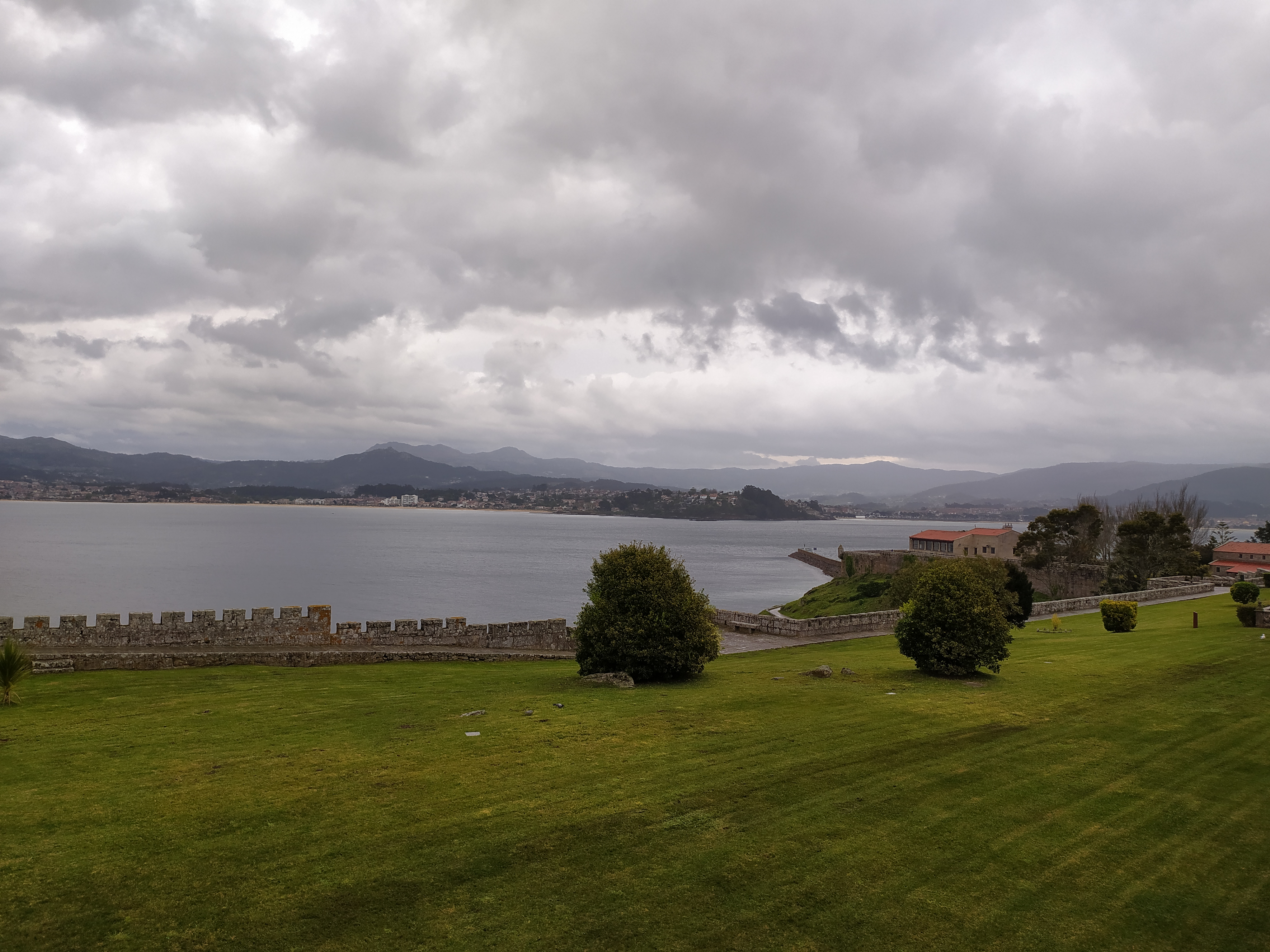
Veduta della Baia di Baiona

- Castillo de Monterreal, con panorama sul porto e sulla baia
- Riproduzione della caravella Pinta che qui sarebbe rientrata nel marzo 1493
- Centro storico (Casco Vello).

## Amministrazione

### Gemellaggi
- Palos de la Frontera
- Santa Fe
- Pornic
- Holguín